# Вікове дерево акації
Вікове дерево акації — ботанічна пам’ятка природи місцевого значення у Святошинському районі міста Київ.  

## Історія створення
Пам’ятка природи була оголошена рішенням Київської міської державної адміністрації від 15 січня 1999 року №57.  

## Опис
Об’єкт являє собою екземпляр акації білої віком понад 110 років. Дерево розташоване за адресою: Берестейський проспект, 73а. Землекористувачем є ДП «Веркон ЖКП».  

## Розташування
Пам’ятка знаходиться на Берестейському проспекті, який раніше мав назву проспект Перемоги. Історичну назву було повернуто у 2023 році.  

## Галерея

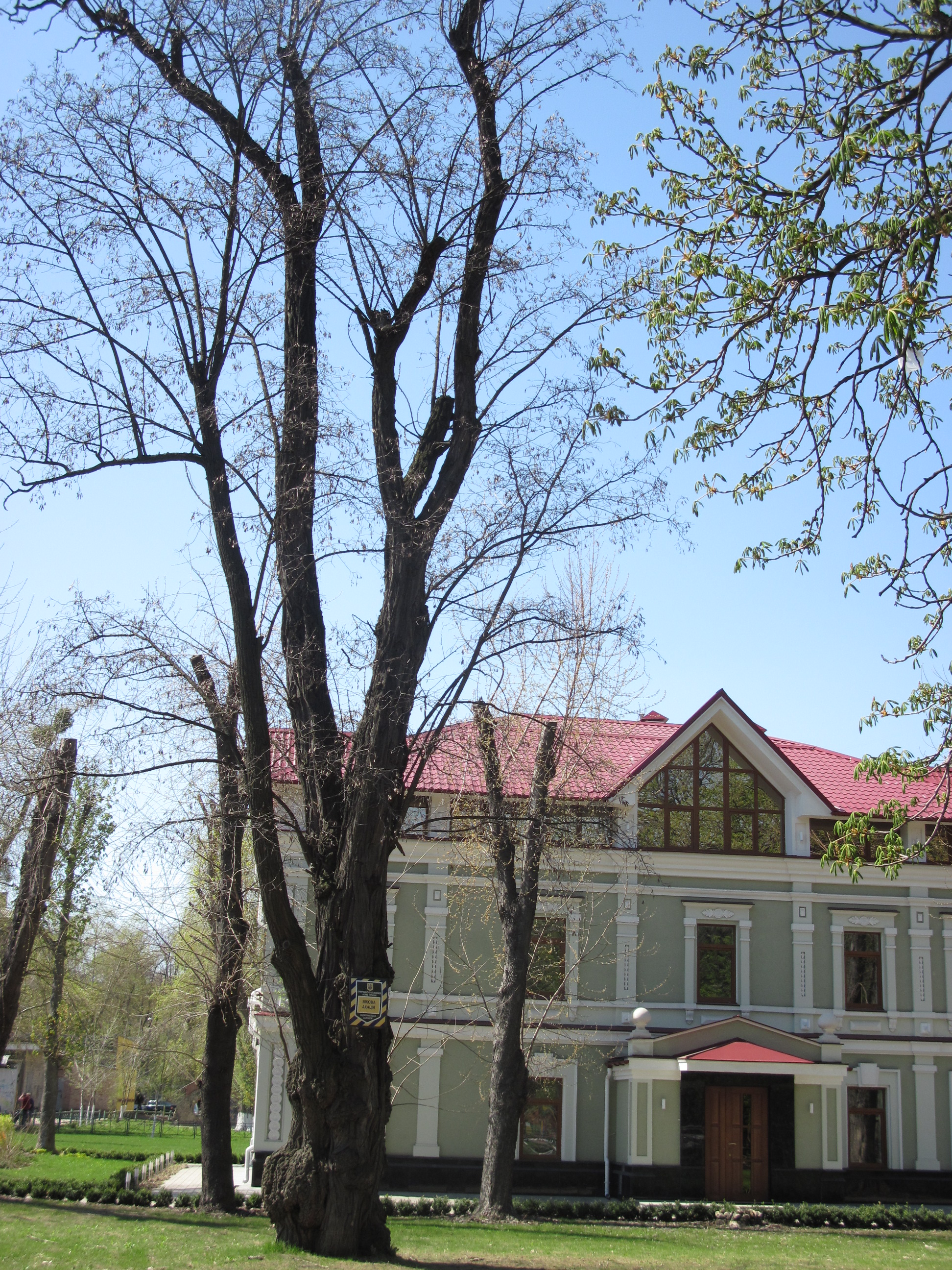
Вікове дерево акації